# Vincenzo Pernicone
Vincenzo Pernicone (Regalbuto, 31 maggio 1903 – Genova, 28 febbraio 1982) è stato un filologo, lessicografo e italianista italiano.

## Biografia
Allievo di Mario Casella, col quale discusse una tesi sul Filostrato di Giovanni Boccaccio, si perfezionò poi con Michele Barbi; insegnò letteratura italiana nelle università di Torino e di Genova. Fu coeditore del Giornale storico della letteratura italiana.
Pubblicò saggi e articoli su Petrarca, Boccaccio e soprattutto Dante. Curò edizioni critiche di diversi classici della letteratura italiana, alcune delle quali a quattro mani con Barbi. Si occupò anche di grammatica storica italiana.
Da tempo cardiopatico, morì nel 1982 a causa di un infarto. Postumo uscì il suo volume Studi danteschi e altri saggi (1984).

## Pubblicazioni

### Edizioni critiche
- Il Decameron. Disegno dell'opera e novelle scelte, Firenze, 1933
- Il Decameron e antologia delle opere minori, Firenze, 1936
- Il Filostrato e il Ninfale fiesolano, Bari, 1937
- L'elegia di Madonna Fiammetta, con le chiose inedite, Bari, 1939
- Il trecentonovelle, Firenze, 1946
- Stanze cominciate per la giostra di Giuliano De' Medici, Torino, 1954
- con Michele Barbi, Rime della maturità e dell'esilio, Firenze, 1969 (in Opere di Dante 3)
- con Michele Barbi e Francesco Maggini, Rime di Dante, Bologna, 1972

### Saggi
- Fra rime e novelle del Sacchetti, Firenze 1942
- Studi danteschi e altri saggi, Genova 1984